# Гребенщиков, Алексей Евгеньевич
Алексе́й Оле́гович Гребенщико́в (укр. Олексій Олегович Гребенщиков) — украинский военный лётчик, майор, участник российско-украинской войны. Герой Украины (2023).

## Биография
Алексей Гребенщиков — пилот армейской авиации, участник отражения вторжения России на Украину. 21 марта 2022 года, в сложных условиях, он выполнял задание по поддержке защитников Мариуполя. По заявлению украинских СМИ, Алексей Гребенщиков совместно с штурманом Игорем Харченко на вертолёте Ми-8 вылетел из аэропорта Днепра и, преодолев линию фронта, доставил в осаждённый Мариуполь боеприпасы, средства связи и медикаменты. Вертолёты летели на максимальной скорости и минимальной высоте, чтобы избежать обнаружения. Разгрузка заняла около 20 минут.
С октября 2022 по январь 2023 года Гребенщиков планировал операции по освобождению Николаевской и правобережной части Херсонской области.
1 октября 2023 года, в День защитников и защитниц Украины, он получил звание Героя Украины с вручением ордена «Золотая Звезда» из рук Президента Украины Владимира Зеленского.

## Награды
- Звание «Герой Украины» с удостоением ордена «Золотая Звезда» (28 сентября 2023) — за личное мужество и героизм, проявленные в защите государственного суверенитета и территориальной целостности Украины, верность военной присяге.